# Rối loạn lo âu
Rối loạn lo âu (tiếng Anh: Anxiety disorder) là một trong các rối loạn tâm lý có tính phổ biến cao, bệnh thường kết hợp với nhiều rối loạn khác như trầm cảm, rối loạn nhân cách, rối loạn ăn uống, rối loạn dạng cơ thể. 
Rối loạn lo âu là sự lo sợ quá mức trước một tình huống xảy ra, có tính chất vô lý, lặp lại, kéo dài gây ảnh hưởng tới sự thích nghi với cuộc sống. Khi lo âu và sợ hãi quá mức ảnh hưởng nghiêm trọng đến cuộc sống, vẫn tiếp tục ngay cả khi mối lo thực tế đã kết thúc thì đó là bệnh lý. Nguyên nhân chính xác của rối loạn bao gồm nhiều yếu tố khác nhau, chủ yếu liên quan tới các sang chấn tâm lý kết hợp với yếu tố nhân cách có xu hướng lo âu.

## Các dạng rối loạn lo âu

### Rối loạn lo âu lan tỏa (GAD)

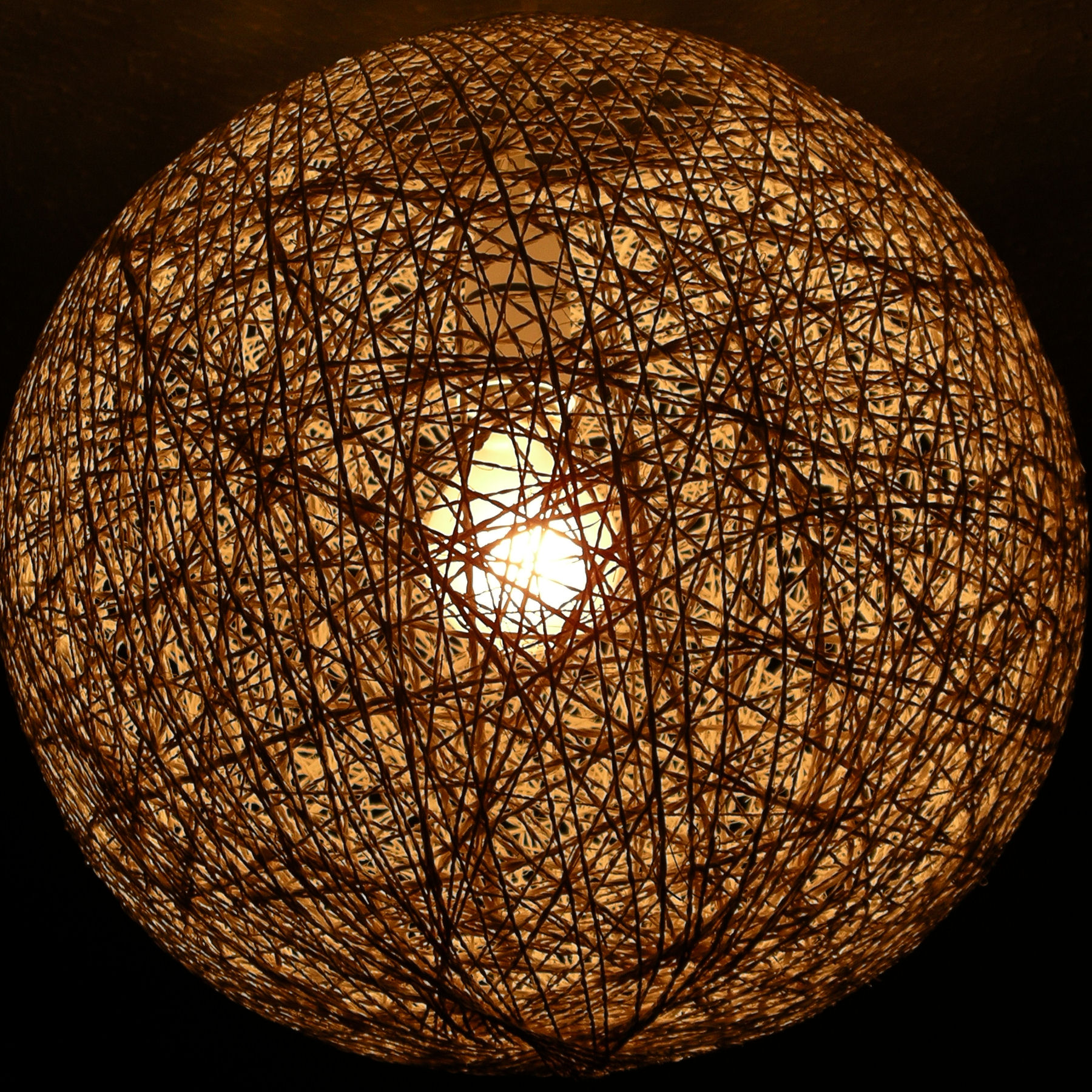
Các tình huống hàng ngày qua cách nhìn của người bệnh đều rối như tơ vò, mọi cái dường như đều bất thường, đáng phải âu lo

Thường bắt đầu từ 20-30 tuổi, số lượng người nữ mắc cao gấp đôi so với người nam, đặc điểm của rối loạn này là sự lo âu lan tỏa, dai dẳng và không giới hạn hay nổi bật trong bất cứ tình huống, đối tượng đặc biệt nào. Bệnh có các biểu hiện về tâm trạng như luôn bất an, hồi hộp, còn thể chất thì hay run rẩy, căng cứng bắp thịt, vã mồ hôi, thắt ngực, nóng lưng, đau bụng, khó ngủ. Do các biểu hiện này bệnh nhân thường tìm đến các bác sĩ đa khoa để tìm các tổn thương thể chất cho đến khi không tìm được nguyên nhân thì mới tìm đến các bác sĩ tâm lý. Một trong các tiêu chuẩn chẩn đoán quan trọng là lo âu quá mức hàng ngày trong thời gian ít nhất 6 tháng.
Với những người bị rối loạn lo âu lan tỏa, mỗi ngày diễn ra họ đều phải trải qua cảm xúc lo lắng và căng thẳng quá mức, mặc dù có rất ít hoặc không có vấn đề nghiêm trọng nào. Họ hay dự đoán các sự kiện bất trắc và quá quan tâm đến các vấn đề sức khỏe, tiền bạc, gia đình, hoặc khó khăn trong công việc...

### Rối loạn ám ảnh cưỡng chế (OCD)

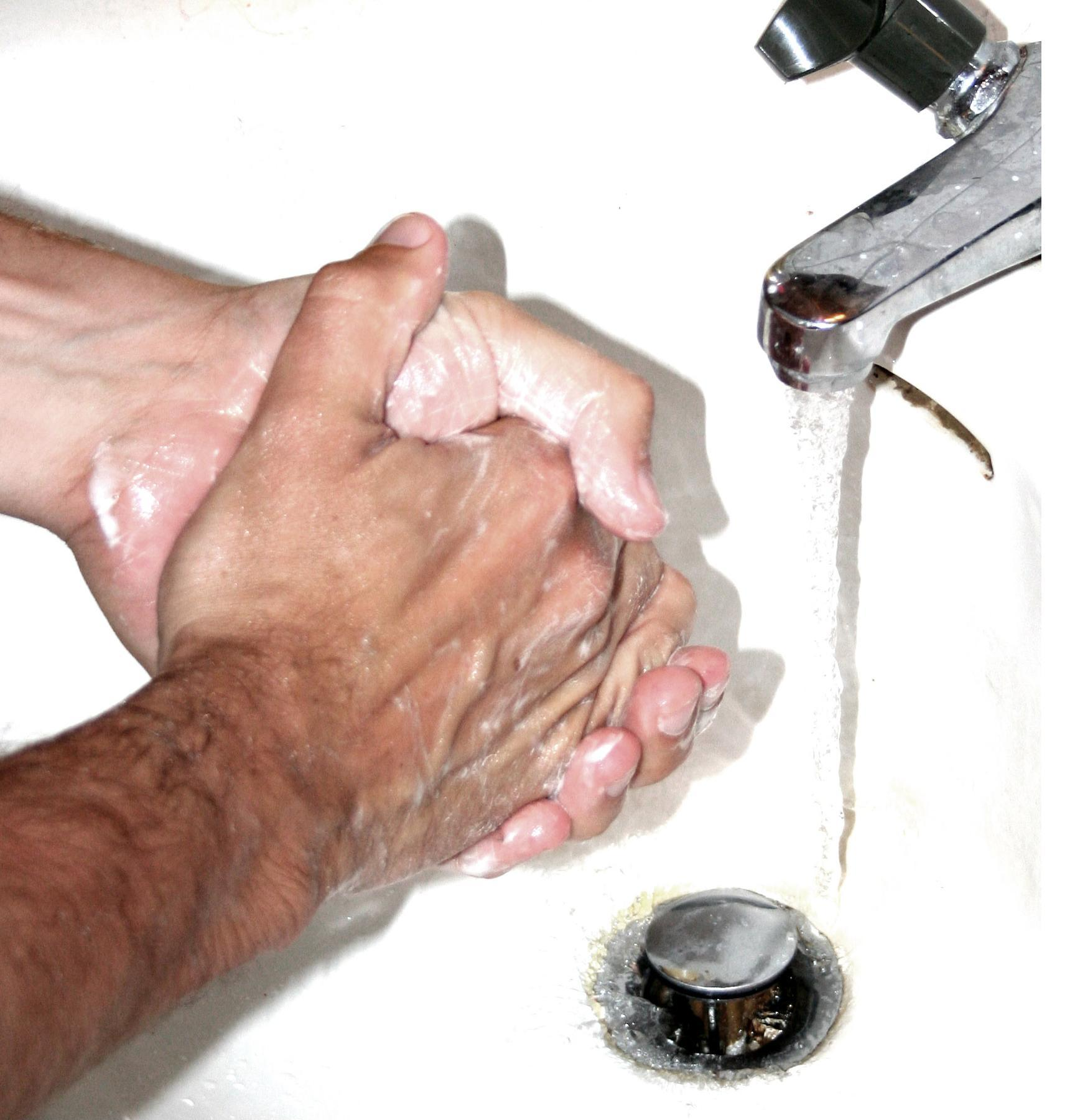
Có người rửa tay đến vài chục lần mỗi ngày, thực tế thì tay không bẩn nhưng họ bị ám ảnh rằng nó không được sạch

Trước đây do có ít bệnh nhân đến khám và chịu thừa nhận nên rối loạn này được cho là không phổ biến nhưng những con số thống kê gần đây cho thấy quan niệm này cần phải đính chính lại, theo ước tính ở Mỹ có khoảng 2% người mắc, nam nữ có tỉ lệ như nhau. Đặc điểm của bệnh là các ý nghĩ ám ảnh và hành vi cưỡng chế, người bệnh không làm chủ được các ý nghĩ lặp đi lặp lại một cách vô lý và để giảm bớt độ thôi thúc gây khó chịu cho bản thân họ buộc phải thực hiện hành vi cưỡng chế. Một số hành vi cưỡng chế cụ thể như là nhìn đồng hồ hoặc rửa tay liên tục, sưu tầm các vật vô giá trị, ngăn nắp quá mức, tìm kiếm sự cân đối... Nhiều người ý thức được tính chất bất thường của hành vi nhưng không khống chế được chúng, họ miêu tả điều đó giống như khi bị nấc dù rất muốn nhưng không thể nào dừng lại được.
Người mắc rối loạn ám ảnh cưỡng chế phần nào hiểu rõ tính chất vô ích của ám ảnh. Đôi khi chính họ cũng công nhận ý nghĩ ám ảnh và hành vi cưỡng chế của họ là phi lý. Nhưng phần lớn họ không có nhận định chắc chắn về sự sợ hãi của mình hoặc thậm chí có niềm tin mạnh mẽ rằng những hành vi đó là phù hợp. Những người mắc rối loạn ám ảnh cưỡng chế phải đấu tranh rất quyết liệt để xua những ý nghĩ không mong muốn và hành vi cưỡng chế. Rất nhiều người có thể ngăn các triệu chứng ám ảnh cưỡng chế xuất hiện trong nhiều giờ khi họ ở trong lớp học hay ở nơi làm việc. Nhưng qua thời gian đó sự kháng cự yếu đi và họ bị chi phối bởi hành vi ám ảnh mang tính chất lễ nghi rất mạnh, nó ảnh hưởng đến toàn bộ cuộc sống của bệnh nhân và đôi khi khiến họ khó có thể ở một nơi nào đó ngoài căn nhà của mình.

### Rối loạn stress sau sang chấn (PTSD)

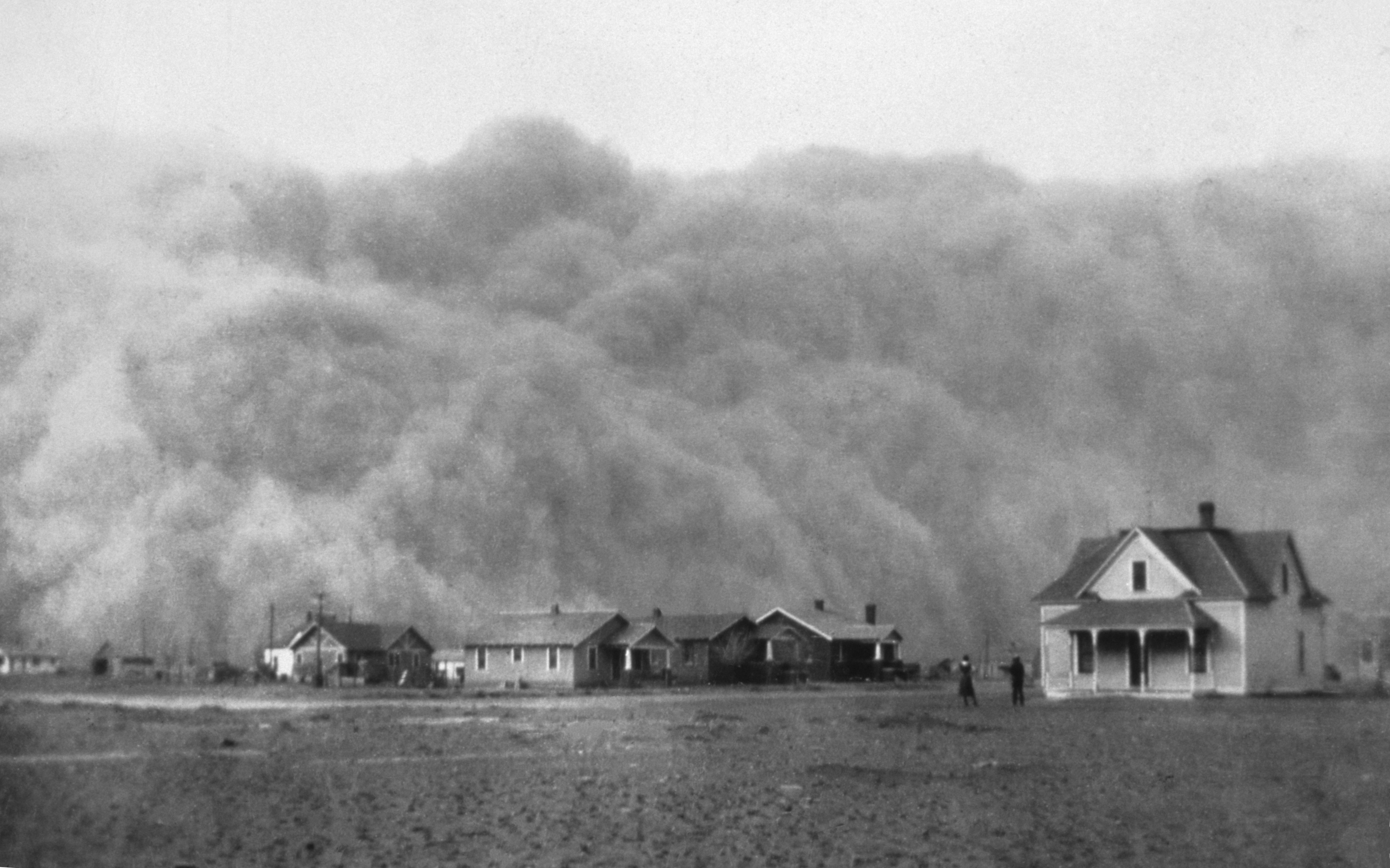
Trải qua một sang chấn tâm lý lớn, chẳng hạn như thảm họa thiên nhiên, tai nạn có thể dẫn đến căn bệnh này

Sau một trải nghiệm đau buồn như người thân mất, bị ngược đãi, chiến tranh, thiên tai… phần lớn chúng ta lấy lại được cảm xúc quân bình theo thời gian, tuy nhiên ở một số người nó lại trở thành nỗi bất an dai dẳng, cảm giác đau buồn không nguôi này gọi là rối loạn stress sau sang chấn. Tên gọi PTSD chính thức ra đời sau khi người ta nhận thấy rằng rất nhiều cựu binh Mỹ tham chiến ở Việt Nam sau khi trở về nước mặc dù có cuộc sống như mọi người nhưng lại có nhiều biểu hiện tâm lý bất thường. Các triệu chứng thường thấy là người bệnh hay nhớ lại hoàn cảnh sang chấn ngoài ý muốn hoặc nó có thể đến trong cơn ác mộng. Những người có tuổi thơ bất hạnh, bị lạm dụng tình dục, chứng kiến cái chết thảm khốc của người mà mình thương yêu có khả năng cao mắc bệnh này.
Người ta nhận thấy sự tác động khác nhau của sự kiện gây sang chấn đến những người khác nhau, với người này thì để lại hậu quả nghiêm trọng người khác thì không. Trong cùng một biến cố thì người trực tiếp là nạn nhân có nguy cơ mắc bệnh cao hơn người chỉ gián tiếp liên quan, chẳng hạn như chỉ nhìn thấy sự kiện. Ngoài ra cũng phải kể đến yếu tố tâm lý riêng của từng người, những người có khả năng chịu đựng stress tốt hơn thì ít nguy cơ hơn, tuy nhiên tất cả mọi người đều có mức độ chịu đựng nhất định, hiếm có người nào sống sót trở về từ các trại tập trung của Đức Quốc xã mà lại không bị tổn thương về tâm lý.

### Ám ảnh sợ xã hội

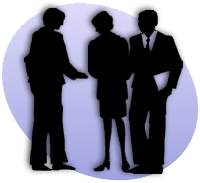
Những tình huống giao tiếp đôi khi trở thành nỗi sợ hãi - điều ấy ảnh hưởng nghiêm trọng đến cuộc sống bình thường

Như tên gọi, người bệnh luôn cảm thấy sợ hãi quá mức trong các tình huống mang tính xã hội như trong các buổi tiệc, nói chuyện trước đám đông, hay thậm chí chỉ là nói chuyện với người khác hoặc bị một ai đó nhìn. Có các biểu hiện như đỏ mặt, run rẩy, buồn nôn… Khi hành động thì luôn sợ hãi rằng mình sẽ làm các hành vi ngớ ngẩn để rồi phải xấu hổ. Theo thống kê khoảng 3.7% người Mỹ mắc căn bệnh này tức là xấp xỉ 5.3 triệu người, nữ có tỉ lệ mắc cao gấp đôi nam giới, thế nhưng tỉ lệ nam giới chủ động tìm kiếm sự giúp đỡ để chữa trị lại nhiều hơn. Bệnh thường khởi phát trong thời kỳ thơ ấu hoặc đầu trưởng thành hiếm khi bị bệnh sau tuổi 25. Nếu không được chữa trị bệnh sẽ làm ảnh hưởng nghiêm trọng đến chất lượng sống. Một số tình huống xã hội mà người bệnh thường tránh né nhất đó là:
- Nói chuyện trước đám đông
- Làm việc khi ai đó đang nhìn mình
- Nói chuyện trên điện thoại
- Gặp người lạ
- Hẹn hò
- Ăn ở nơi công cộng
- Trả lời câu hỏi trong lớp học

### Rối loạn lo âu khi xa cách
Biểu hiện sự lo âu thái quá khi phải xa cách môi trường hoặc người đem lại cảm giác an toàn. Bệnh có xuất hiện ở người trưởng thành nhưng đối tượng chủ yếu mắc bệnh là trẻ em. Cần nhớ rằng lo âu khi xa cách là một giai đoạn trong quá trình phát triển tự nhiên của trẻ (rất dễ quan sát ở trẻ sơ sinh chúng có thể khóc ngay khi đến nhà người lạ) do vậy chẩn đoán mắc bệnh chỉ có ý nghĩa với các biểu hiện vượt mức cần thiết.

## Nguyên nhân

### Thuốc
Rối loạn lo âu có thể gây ra bởi lạm dụng rượu quá độ. Tuy nhiên, việc sử dụng rượu vừa phải cũng có thể gây ra sự tăng độ lo âu đối với một số cá nhân. Sự phụ thuộc của Caffeine, rượu và benzodiazepine có thể làm trầm trọng thêm hoặc gây ra sự lo lắng và hoảng loạn.  Rối loạn lo âu thường xảy ra trong giai đoạn cai rượu cấp tính và có thể tồn tại đến 2 năm như một phần của hội chứng cai sau cấp tính, nằm khoảng một phần tư số người khỏi bệnh nghiện rượu.  Trong một nghiên cứu vào năm 1988, bệnh ở khoảng một nửa số bệnh nhân tham gia các dịch vụ sức khỏe tâm thần tại một phòng khám tâm thần của bệnh viện Anh, với các tình trạng bao gồm rối loạn lo âu như rối loạn hoảng sợhoặc ám ảnh sợ xã hội, được xác định là do rượu hoặc sự phụ thuộc của benzodiazepine. Ở những bệnh nhân này, sự gia tăng lo âu ban đầu xảy ra trong thời gian rút tiền sau đó là chấm dứt các triệu chứng lo âu của họ

### Điều kiện Y tế
Đôi khi, rối loạn lo âu có thể là tác dụng phụ của một bệnh nội tiết tiềm ẩn gây ra chứng tăng động hệ thần kinh, chẳng hạn như pheochromocytoma   hoặc cường giáp.

### Căng thẳng
Rối loạn lo âu có thể phát sinh để đáp ứng với những căng thẳng trong cuộc sống như lo lắng về tài chính hoặc bệnh mãn tính. Lo âu của thanh thiếu niên và thanh niên phổ biến là do những căng thẳng của sự tương tác xã hội, đánh giá và hình ảnh cơ thể. Lo lắng cũng phổ biến ở những người lớn tuổi bị chứng mất trí. Mặt khác, rối loạn lo âu đôi khi bị chẩn đoán sai ở những người lớn tuổi khi các bác sĩ giải thích sai các triệu chứng của bệnh lý thực thể (ví dụ, tim đập do rối loạn nhịp tim) là dấu hiệu của sự lo lắng

### Di truyền
GAD chạy trong các gia đình và phổ biến hơn gấp sáu lần ở trẻ em của người mắc bệnh này.
Trong khi lo lắng nảy sinh như một sự thích nghi, trong thời hiện đại, nó hầu như luôn được nghĩ đến tiêu cực trong bối cảnh rối loạn lo âu. Những người mắc các rối loạn này có hệ thống rất nhạy cảm; do đó, hệ thống của họ có xu hướng phản ứng thái quá với các kích thích dường như vô hại. Đôi khi rối loạn lo âu xảy ra ở những người đã từng bị chấn thương, chứng tỏ sự gia tăng tỷ lệ lo âu khi người đó sinh con, người con có thể sẽ có một tương lai khó khăn.  Trong những trường hợp này, rối loạn phát sinh như một cách để dự đoán rằng môi trường của cá nhân sẽ tiếp tục gây ra các mối đe dọa.

### Tình trạng lo lắng kéo dài
Ở mức độ thấp, lo lắng không phải là một điều xấu. Trên thực tế, phản ứng nội tiết tố đối với sự lo lắng đã phát triển như một lợi ích, vì nó giúp con người phản ứng với những nguy hiểm. Các nhà nghiên cứu trong y học tiến hóa tin rằng sự thích nghi này cho phép con người nhận ra có một mối đe dọa tiềm tàng và hành động phù hợp để đảm bảo khả năng bảo vệ lớn nhất. Thực tế đã chứng minh rằng những người có mức độ lo lắng thấp có nguy cơ tử vong cao hơn những người có mức độ trung bình. Điều này là do sự vắng mặt của nỗi sợ hãi có thể dẫn đến thương tích hoặc tử vong.  Ngoài ra, những bệnh nhân mắc cả lo âu và trầm cảm được phát hiện có tỷ lệ mắc bệnh thấp hơn so với những người bị trầm cảm đơn thuần.  Ý nghĩa chức năng của các triệu chứng liên quan đến lo âu bao gồm: sự tỉnh táo hơn, chuẩn bị hành động nhanh hơn và giảm khả năng bỏ lỡ các mối đe dọa. Trong tự nhiên, các cá nhân dễ bị tổn thương, ví dụ như những người bị tổn thương hoặc mang thai, có ngưỡng phản ứng lo âu thấp hơn, khiến họ tỉnh táo hơn.  Điều này cho thấy một lịch sử tiến hóa kéo dài của phản ứng lo âu.

### Tiến hóa
Người ta đã đưa ra giả thuyết rằng tỷ lệ lo lắng cao là một phản ứng đối với cách môi trường xã hội đã thay đổi từ thời đại Cổ sinh. Ví dụ, trong thời kỳ đồ đá có sự tiếp xúc da kề da nhiều hơn và xử lý nhiều em bé hơn bởi mẹ của chúng, cả hai đều là những chiến lược làm giảm sự lo lắng.  Ngoài ra, có sự tương tác lớn hơn với người lạ trong thời hiện tại trái ngược với sự tương tác chỉ giữa các bộ lạc gần gũi. Các nhà nghiên cứu cho rằng việc thiếu sự tương tác xã hội liên tục, đặc biệt là trong những năm hình thành, là nguyên nhân thúc đẩy tỷ lệ lo lắng cao.
Nhiều trường hợp hiện tại có khả năng là kết quả của một sự không phù hợp tiến hóa, được đặc biệt gọi là "sự không phù hợp tâm lý". Theo thuật ngữ tiến hóa, sự không phù hợp xảy ra khi một cá nhân sở hữu những đặc điểm thích nghi với môi trường khác với môi trường hiện tại của cá nhân đó. Ví dụ, mặc dù một phản ứng lo âu có thể đã được phát triển để giúp giải quyết các tình huống đe dọa tính mạng, đối với các cá nhân nhạy cảm cao trong các nền văn hóa phương Tây chỉ cần nghe tin xấu có thể gợi ra phản ứng mạnh mẽ.
Một quan điểm tiến hóa có thể cung cấp cái nhìn sâu sắc về các lựa chọn thay thế cho các phương pháp điều trị lâm sàng hiện tại cho các rối loạn lo âu. Đơn giản chỉ cần biết một số lo lắng là có lợi có thể làm giảm bớt một số hoảng loạn liên quan đến các điều kiện nhẹ. Một số nhà nghiên cứu tin rằng, về mặt lý thuyết, sự lo lắng có thể được làm trung gian bằng cách giảm cảm giác dễ bị tổn thương của bệnh nhân và sau đó thay đổi sự đánh giá của họ về tình huống.

## Các rối loạn tâm thần kết hợp
Theo thống kê riêng ở Mỹ của dự án nghiên cứu National Comorbidity Survey trong năm 2005 (một dự án nghiên cứu về tỉ lệ các rối loạn tâm thần ở người Mỹ) thì 58% bệnh nhân được chẩn đoán trầm cảm có rối loạn lo âu, trong số đó 17,2% là rối loạn lo âu lan tỏa, 9,9% là rối loạn hoảng sợ. Bệnh nhân rối loạn lo âu cũng có tỉ lệ cao bị trầm cảm ngoài ra 22,4% bệnh nhân mắc ám ảnh sợ xã hội, 9,4% bệnh nhân sợ khoảng trống và 2,3% rối loạn hoảng sợ. Nhiều trường hợp các triệu chứng không đủ mạnh để chẩn đoán là rối loạn lo âu hay trầm cảm khi đó chẩn đoán đầu tiên của bệnh nhân sẽ được áp dụng. Có bằng chứng cho thấy việc tiếp xúc lâu dài với dung môi hữu cơ trong môi trường làm việc có thể liên quan đến rối loạn lo âu. Vẽ tranh, sơn phủ và trải thảm là một số công việc trong đó tiếp xúc đáng kể với dung môi hữu cơ có thể xảy ra.
Uống caffeine có thể gây ra hoặc làm trầm trọng thêm chứng rối loạn lo âu,   bao gồm cả rối loạn hoảng sợ.    Những người bị rối loạn lo âu có thể có độ nhạy caffeine cao.   Rối loạn lo âu do caffein là một phân lớp của chẩn đoán DSM-5 về rối loạn lo âu do chất / thuốc gây ra. Rối loạn lo âu do chất / thuốc gây ra thuộc nhóm rối loạn lo âu, và không phải là loại rối loạn gây nghiện và liên quan đến chất gây nghiện, mặc dù các triệu chứng là do ảnh hưởng của một chất.
Sử dụng cần sa có liên quan đến rối loạn lo âu. Tuy nhiên, mối quan hệ chính xác giữa việc sử dụng cần sa và lo lắng vẫn cần phải được xác nhận thêm

## Điều trị
Cũng như nhiều rối loạn tâm lý khác việc điều trị bao gồm hai phương pháp chính, đó là sử dụng thuốc và các liệu pháp tâm lý trong đó có liệu pháp hành vi nhận thức, tham vấn tâm lý, thư giãn (người bệnh thực hành những bài tập thả lỏng cơ kết hợp với tập thở khí công...)

### Liệu pháp hành vi nhận thức
Trị liệu bằng các liệu pháp hành vi nhận thức hiện còn chưa được phổ biến ở Việt Nam. Việc điều trị bao gồm nhiều nội dung khác nhau như là giáo dục về tâm lý, hướng dẫn cách xử lý khi có những biểu hiện của lo âu, hoảng sợ như là tập thư giãn, tập hít thở sâu, hoặc có những liệu pháp giúp bệnh nhân dần dần thích nghi được với các hoàn cảnh gây ra tình trạng lo âu và các triệu chứng sẽ dần biến mất. Để điều trị hiệu quả thường kết hợp cả hai phương pháp dùng thuốc và hành vi nhận thức.

### Dùng thuốc
Loại thuốc đang được dùng phổ biến hiện nay là nhóm thuốc ức chế hấp thu serotonin có chọn lọc (SSRI) mà một số hoạt chất phổ biến như là fluoxetine, sertraline, paroxetine… và loại thuốc chống trầm cảm 3 vòng amitriptylin cùng nhóm benzodiazepine. Tuy nhiên việc lựa chọn loại thuốc nào còn phụ thuộc vào nhiều yếu tố khác như là bệnh nhân có bệnh lý khác kết hợp hay không, điều kiện tài chính. Cũng cần phải hết sức lưu ý tác dụng phụ của thuốc khi sử dụng, SSRI là loại thuốc ít có nguy cơ về tim mạch, kháng cholinergic và ngộ độc liên quan đến quá liều nhưng nó có tác dụng phụ trên chức năng tình dục. Khi dùng loại thuốc nhóm benzodiazepin thì có những nguy cơ phụ thuộc thuốc khi sử dụng lâu dài, chỉ nên sử dụng ở các bệnh nhân buộc phải được kiểm soát các triệu chứng một cách nhanh chóng như là bệnh nhân có nguy cơ nghỉ việc, nghỉ học. Loại thuốc chống trầm cảm 3 vòng thường có các nguy cơ tác dụng phụ lên hệ tim mạch, vì vậy cần đặc biệt lưu ý với những bệnh nhân cao tuổi (thường có hệ tim mạch yếu) và những người có bệnh lý cơ thể kèm theo.

### Lối sống và chế độ ăn uống
Thay đổi lối sống bao gồm tập thể dục, trong đó có bằng chứng vừa phải cho một số cải thiện, thường xuyên hóa giấc ngủ, giảm lượng caffeine và ngừng hút thuốc.  Ngừng hút thuốc có lợi ích trong lo âu lớn bằng hoặc lớn hơn so với thuốc.  Axit béo không bão hòa đa omega-3 (như dầu cá) có thể làm giảm lo lắng, đặc biệt ở những người có triệu chứng quan trọng hơn.

## Ở trẻ em
Thỉnh thoảng, trẻ em cảm thấy lo lắng chẳng hạn như khi chúng bắt đầu đi học hoặc đi nhà trẻ, hoặc chuyển đến một khu vực mới.
Lo lắng là một cảm giác không thoải mái, chẳng hạn sợ hãi, đó là một phản ứng dễ hiểu ở trẻ em để thay đổi hoặc một sự kiện căng thẳng.
Nhưng đối với một số trẻ em, sự lo lắng ảnh hưởng đến hành vi và suy nghĩ của chúng hàng ngày, can thiệp vào trường học, nhà cửa và đời sống xã hội của chúng. Đây là khi bạn có thể cần sự giúp đỡ chuyên nghiệp để giải quyết nó trước khi nó trở thành một vấn đề nghiêm trọng hơn.